# Estação Bilbao
Bilbao é uma estação da Linha 1 e Linha 4 do Metro de Madrid.

## História

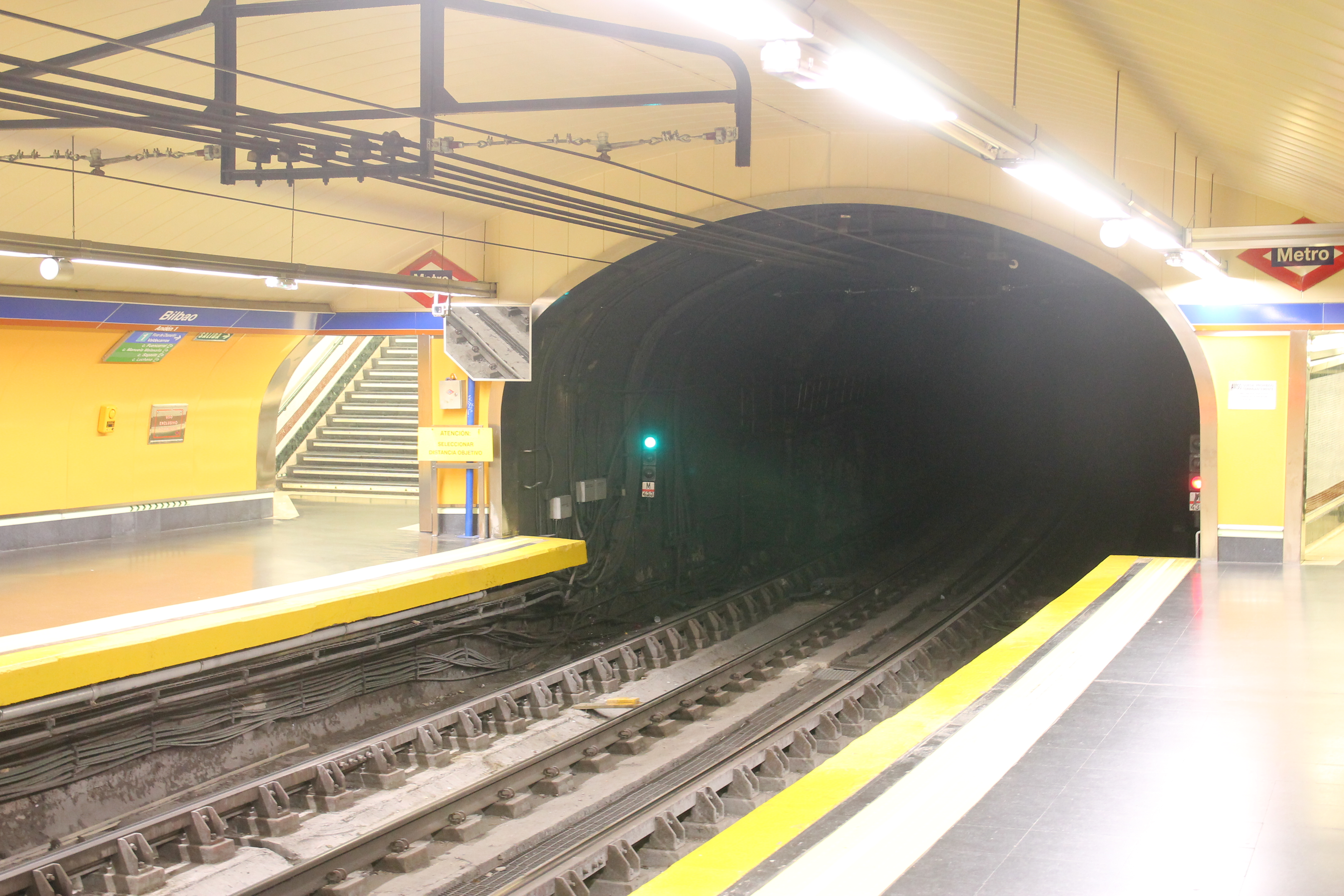
Estação Bilbao

A estação é uma das estações do primeiro trecho inaugurado em 17 de outubro de 1919 pelo rei Alfonso XIII entre a Estação Sol e Estação Cuatro Caminos, que faz parte da linha 1.

## Acessos
Hall Central
- Luchana Gta. de Bilbao, 2 (esquina C/ Luchana y C/Sagasta)
- Fuencarral Gta. de Bilbao, 5
- Manuela Malasaña  Gta. de Bilbao, 7 (semiesquina C/Manuela Malasaña y C/Fuencarral)

Entrada Luchana
- Luchana, impares C/ Luchana, 21 (esquina C/ Trafalgar, pares)
- Francisco de Rojas C/ Luchana, 22 (esquina C/ Francisco de Rojas)
- Trafalgar C/ Luchana, 23